# Chamelania jaliscana
Chamelania jaliscana es una especie de polilla de la familia Tortricidae. Se encuentra en Jalisco, México.